# Titularbistum Orthosias in Caria
Orthosias in Caria ist ein Titularbistum der römisch-katholischen Kirche.
Es geht zurück auf ein früheres Bistum in der antiken Landschaft Karien im Südwesten Kleinasiens in der heutigen Türkei.
| Titularerzbischöfe von Orthosias in Caria |                                  | |                    |                   |
| Nr.                                       | Name                             | Amt                                                                                                 | von                | bis               |
| 1                                         | Alessandro Sperelli CO           | Weihbischof in Ostia-Velletri (Italien)                                                             | 28. April 1642     | 14. März 1644     |
| 2                                         | Piotr Sokołowski                 | Weihbischof in Kulm (Polen-Litauen)                                                                 | 21. März 1645      | 1651              |
| 3                                         | Jan Rakowski                     | Weihbischof in Kulm (Polen-Litauen)                                                                 | 1. Juli 1652       | 1657              |
| 4                                         | Stanisław Czuryło                | Weihbischof in Luzk (Polen-Litauen)                                                                 | 22. September 1659 | 1661              |
| 5                                         | Jan Karol Czolański              | Weihbischof in Luzk (Polen-Litauen)                                                                 | 5. Juni 1662       | 1664              |
| 6                                         | Kazimierz Zwierz                 | Weihbischof in Luzk (Polen-Litauen)                                                                 | 10. November 1664  | 1682              |
| 7                                         | Antonio Vigliarolo               | Weihbischof in Ostia-Velletri (Italien)                                                             | 6. März 1768       |                   |
| 8                                         | Antonio Bucci                    | | 16. Dezember 1782  |                   |
| 9                                         | Józef Arnulf Giedroyć            | Koadjutorbischof von Žemaitija (Samogizia o Tels; Zmudz) (Litauen)                                  | 11. April 1791     | 13. Mai 1802      |
| 10                                        | Louis-Siffrein-Joseph de Salamon | | 3. August 1807     | 6. März 1820      |
| 11                                        | Francesco di Paola Villadecani   | | 2. Oktober 1820    | 17. November 1823 |
| 12                                        | Philippe-Joseph Viard SM         | Apostolischer Koadjutorvikar von Neuseeland Apostolischer Administrator von Wellington (Neuseeland) | 7. Februar 1845    | 3. Juli 1860      |
| 13                                        | Jakob Laurenz Studach            | Apostolischer Vikar von Schweden                                                                    | 22. Mai 1862       | 9. Mai 1873       |
| 14                                        | Godfried Marschall               | Weihbischof in Wien (Österreich)                                                                    | 15. Januar 1901    | 23. März 1911     |